# Magda Szabó
Magda Szabó (Debrecen, 5 ottobre 1917 – Kerepes, 19 novembre 2007) è stata un'insegnante e scrittrice ungherese, autrice di romanzi, libri per ragazzi, drammi, sceneggiature e raccolte di poesie.
È una delle scrittrici ungheresi più tradotte al mondo.

## Biografia

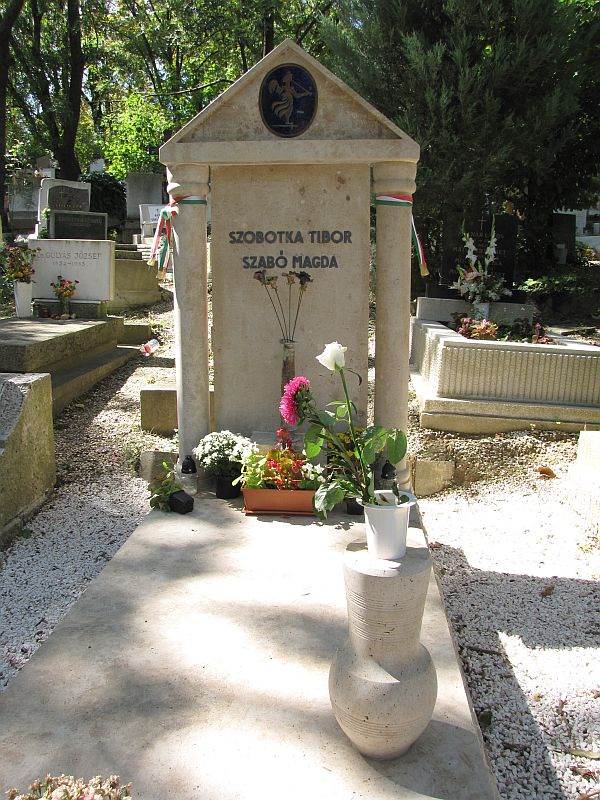
La tomba di Magda Szabó

La sua famiglia d'origine apparteneva al ceto borghese colto. Si diplomò nel 1935 presso il Liceo-ginnasio Dóczi del Collegio protestante di Debrecen, al tempo chiamato Istituto femminile Dóczi. Terminati gli studi di ungherese e latino nel 1940 presso l'Università di Debrecen, iniziò ad insegnare dapprima nella sua città natale al liceo protestante per ragazze, e successivamente a Hódmezővásárhely.
A partire dal 1945 lavorò per il Ministero della Religione e dell'Educazione fino al licenziamento, avvenuto nel 1949, a seguito dell'insediamento del regime comunista ed al contemporaneo avvento dello stato socialista. In quegli anni il nuovo regime stava infatti compilando delle liste di autori graditi al governo e la scrittura intimista di Szabó non risultò in linea con le direttive del realismo socialista.

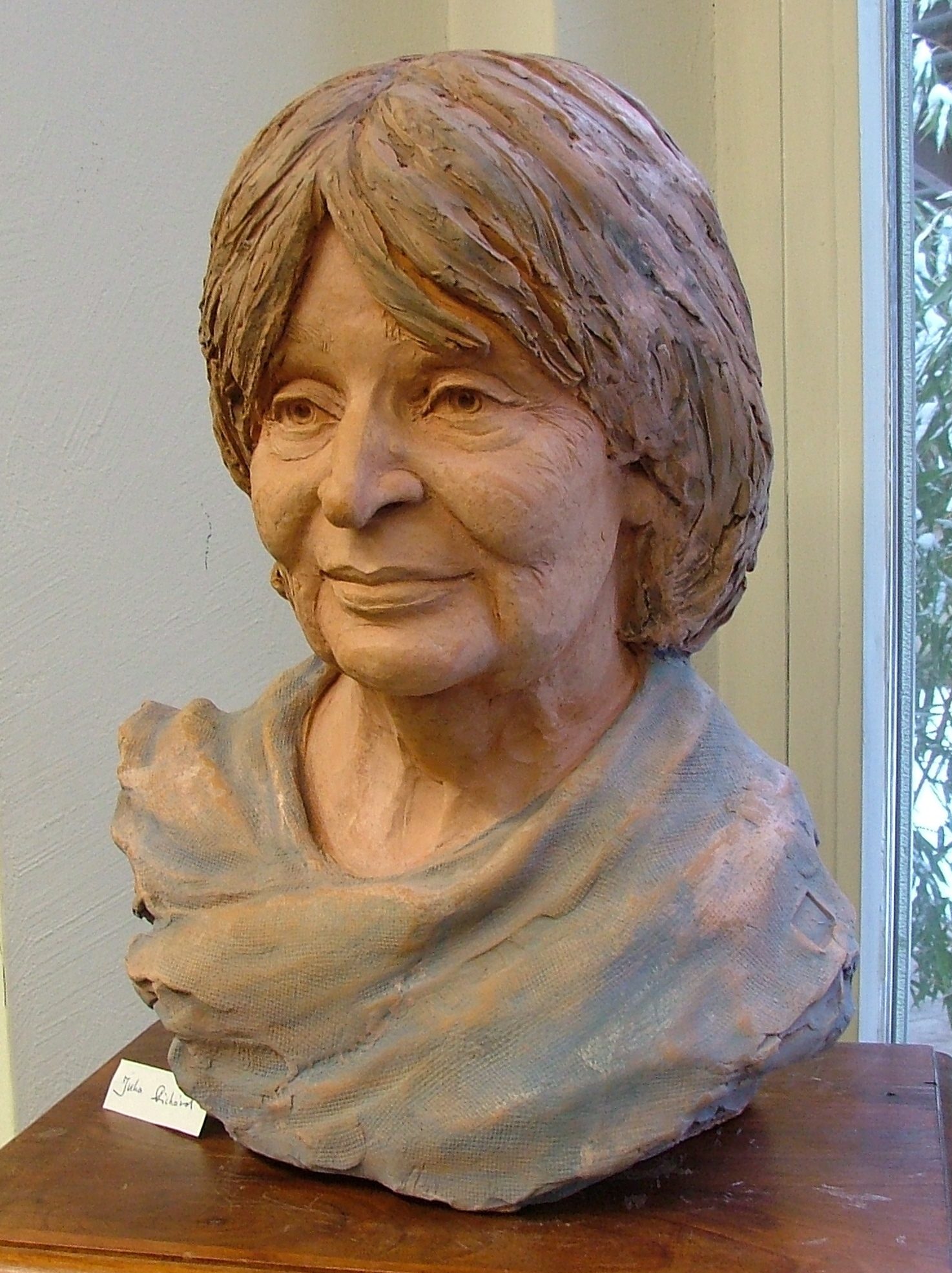
Busto in terracotta dipinta di Magda Szabó, opera di Richárd Juha.

In quello stesso anno e per lo stesso motivo le fu ritirato anche il premio Baumgarten. Le sue opere non poterono essere pubblicare fino al 1958. Durante questo periodo lavorò come insegnante presso la scuola elementare e ginnasio di piazza Horváth Mihály (oggi scuola elementare e liceo ginnasio Fazekas Mihály di Budapest).
Nel 1947 si sposò con lo scrittore Tibor Szobotka (1913-1982), descritto nell'opera Megmaradt Szobotkának. È in questo periodo che scrisse le sue prime raccolte di poemi Bárány e Vissza az emberig, pubblicate subito dopo la seconda guerra mondiale.
Occupatasi inizialmente di poesia, dopo il 1958 Magda Szabó si dedicò alla scrittura di romanzi e drammi. Si fece conoscere a livello nazionale grazie ai romanzi Affresco e L'altra Eszter. Da quel momento in poi incominciò a lavorare come scrittrice freelance. Scrisse molti romanzi autobiografici, fra cui Il vecchio pozzo, Régimódi történet e Per Elisa, nei quali narrò della sua infanzia e di quella dei suoi genitori nella Debrecen degli inizi del ventesimo secolo. Molti dei suoi scritti, come ad esempio Danaida e La ballata di Iza, trattano del destino delle donne e delle loro relazioni.
Nel 1959, grazie al sostegno di Hermann Hesse, venne pubblicato in Germania Affresco, una delle sue opere miliari.
Nel 1978 ha vinto il Premio Kossuth, prestigioso riconoscimento culturale ungherese.
Nel 1992 è stata membro fondatore dell'Accademia Széchenyi di Letteratura e Arti e membro del dipartimento di letteratura.
Il suo romanzo La porta (1987) ottenne il Premio Getz Corporation (Stati Uniti) nel 1993 ed il Prix Femina Étranger nel 2003. Nel 2007 ricevette un premio per il miglior romanzo europeo per Via Katalin.
Morì a 90 anni, il 19 novembre 2007 nella sua casa di Kerepes, cittadina vicina a Budapest.
Il primo (e unico) volume di quello che avrebbe dovuto essere un dittico (o trittico) autobiografico, Per Elisa, è apparso in Ungheria nel 2002.
Nel 2010, il regista ungherese István Szabó, gira The door, tratto da La porta e presentato al Festival di Cannes, con Helen Mirren (Emerenc) e Martina Gedeck (Magda). 

## Premi e onorificenze
- Premio Baumgarten (1949, ritirato)
- Premio József Attila (1959, 1972)
- Premio Csokonai della città di Debrecen (1976, 1987)[9]
- Cittadino onorario di Debrecen (1977)
- Premio Kossuth (1978)
- Premio SZOT (1982)
- Premio Pro Urbe Budapest (1983)
- Premio Getz Corporation (1992)
- Laurea honoris causa in teologia presso l'Accademia protestante di Debrecen (1993)
- Premio Déry Tibor (1996)
- Ordine al merito della Repubblica ungherese (classe civile, 1997)
- Premio Szép Ernő (1998)
- Premio Nemes Nagy Ágnes (2000)
- Laurea honoris causa presso l'Università di Miskolc (2001)
- Magyar Corvin-lánc (2001)
- Premio artistico Gundel (2003)
- Premio Prima Primissima (2003)
- Prix Femina (2003)[7]
- Premio creativo del salone del libro di Győr (2003)
- Cittadino onorario di Budapest (2006)
- Premio Hazám (2007)
- Gran Croce dell'Ordine al merito della Repubblica ungherese (classe civile, 2007)

## Opere

### Romanzi
- Ditelo a Sofia (Mondják meg Zsófikának) (1958)
- Affresco (Freskó) (1958)
- L'altra Eszter (Az őz) (1959)
- La notte dell'uccisione del maiale (Disznótor) (1960)
- Ballo in maschera (Álarcosbál) (1961)
- La ballata di Iza (Pilátus) (1963)
- A Danaida (1964)
- Mózes egy, huszonkettő (1967)
- Via Katalin (Katalin utca) (1969)
- Abigail (Abigél) (1970)
- Il vecchio pozzo (Ókút) (1970)
- A szemlélők (1973)
- Régimódi történet (1977)
- La porta (Az ajtó) (1987)
- Il momento (Creusaide) (1990) - A pillanat (Creusais)
- Per Elisa (Für Elise) (2002)

### Raccolte poetiche
- Bárány (1947)
- Vissza az emberig (1949)
- Ki hol lakik (1957)
- Bárány Boldizsár (1958)
- Neszek (1958)
- Marikáék háza (1959)
- Álom-festék (1960)
- Szilfán halat (1975)

### Letteratura per ragazzi
- Sziget-kék (1959)
- Születésnap (1962)
- Lolò, il principe delle fate (Tündér Lala) (1965)
- Örömhozó, bánatrontó: Levelek a szomszédba (2009)

### Sceneggiature e testi teatrali
- Vörös tinta (1959)
- Kígyómarás (1960)
- Eleven képét a világnak (1966)
- Fanni hagyományai (1966)
- Kiálts, város! (1971)
- Az órák és a farkasok (1975)
- Az a szép, fényes nap (1976)
- Erőnk szerint (1980)
- Béla király (1984)
- Szüret (1996)
- A csekei monológ (1999)
- A macskák szerdája (2005)

### Altre opere
- Hullámok kergetése (1965) - appunti di viaggio
- Alvók futása (1967) - conversazioni
- Zeusz küszöbén (1968) - appunti di viaggio
- Kívül a körön (1980) - saggistica
- Megmaradt Szobotkának (1983) - memorie
- Záróvizsga (1987) - saggistica
- Az öregség villogó csúcsain (1987) - raccolta di traduzioni
- A félistenek szomorúsága (1992) - saggistica
- A lepke logikája (1996) - scritti giornalistici
- Mézescsók Cerberusnak (1999) - conversazioni
- Merszi, Möszjő (2000) - scritti giornalistici
- Drága Kumacs!: Levelek Haldimann Évának (2010) - scambi epistolari con Éva Haldimann
- Liber Mortis: naplók 1982. május 25.-1990. február 27 (2011) - diari

### Traduzioni in italiano
- Ditelo a Sofia trad. di Antonio Sciacovelli, 2013, Firenze, Salani ISBN 9788867153466
- Affresco trad. di Carlo Tatasciore, 2017, Milano, Anfora ISBN 9788889076392
- L'altra Eszter trad. di Lia Secci, 1964, Milano, Feltrinelli
- L'altra Eszter trad. di Bruno Ventaroli, 2009, Torino, Einaudi ISBN 9788806191986
- La notte dell'uccisione del maiale trad. di Francesca Ciccariello, 2011, Milano, Anfora ISBN 9788889076316
- Ballo in maschera trad. di Andrea Rényi, 2015, Firenze, Salani ISBN 9788869180682
- La ballata di Iza trad. di Bruno Ventavoli, 2006, Torino, Einaudi ISBN 8806178326
- Lolò, il principe delle fate trad. di Vera Gheno, 2005, Milano, Anfora ISBN 8889076054
- Via Katalin trad. di Bruno Ventavoli, 2008, Torino, Einaudi ISBN 9788806190644
- Abigail  trad. di Vera Gheno, 2007, Milano, Anfora ISBN 9788889076149
- Il vecchio pozzo trad. di Bruno Ventavoli, 2011, Torino, Einaudi ISBN 9788806202644
- La porta trad. di Bruno Ventavoli, 2005, Torino, Einaudi ISBN 8806169637
- Il momento (Creusaide) trad. di Vera Gheno, 2008, Milano, Anfora, ISBN 8889076208
- Per Elisa trad. di Vera Gheno, 2010, Milano, Anfora, ISBN 9788889076248

## Filmografia
- Vörös tinta (1960, Viktor Gertler)
- Rola (1971, Krzysztof Zanussi)
- A Danaida (1971, Éva Zsurzs)
- Kiálts, város (1974, Hajdufy Miklós)
- Abigél (1978, Éva Zsurzs)
- Tündér Lala (1981, Ilona Katkics)
- Az a szép, fényes nap (1981, Szőnyi G. Sándor)
- Nemkívánatos viszonyok (1997, Károly Esztergályos)
- Régimódi történet (2006, Géza Bereményi)
- Nenő (2006, Péter Soós)
- The Door (2012, István Szabó)